# Limnophora nigropolita
Limnophora nigropolita este o specie de muște din genul Limnophora, familia Muscidae, descrisă de Malloch în anul 1932. Conform Catalogue of Life specia Limnophora nigropolita nu are subspecii cunoscute.